# ریچارد لمب
ریچارد لمب (انگلیسی: Richard Lamb; ۲۶ دسامبر ۱۹۰۷ – ۱۹۷۴) دوچرخه‌سوار اهل استرالیا بود. وی در مسابقات تور دو فرانس شرکت کرده‌است.